# Twin Falls (Snoqualmie River)

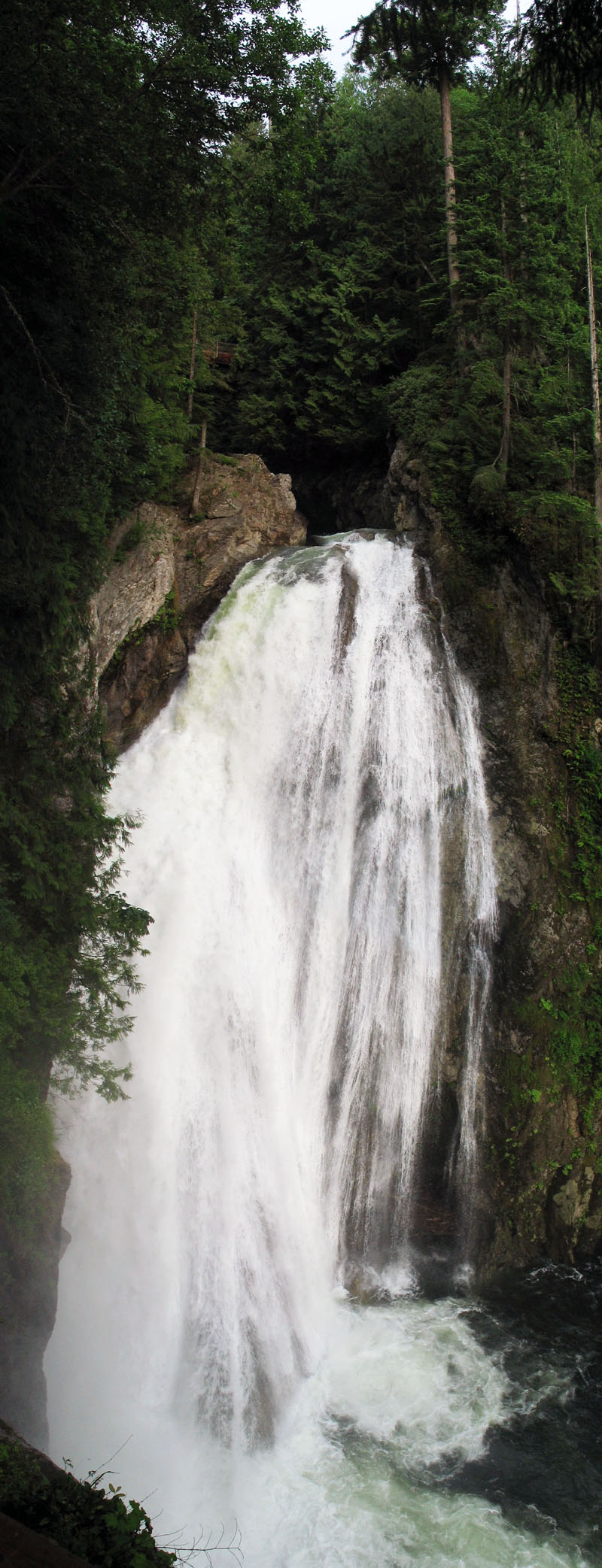
Der untere der Twin Falls

Die Twin Falls sind Wasserfälle am South Fork Snoqualmie River im King County im US-Bundesstaat Washington abseits der Abfahrt 34 der Interstate 90 im Olallie State Park. Sie liegen in einer Höhenlage von 265 Metern südöstlich von North Bend. Es handelt sich um einen einzelnen kegel- bzw. fächerförmigen Fall von 41 Metern Höhe und etwa neun Metern Breite.
An den Twin Falls wird ein gut verborgenes Laufwasserkraftwerk mit einer Leistung von bis zu 24 MW betrieben. Das Maschinenhaus des Kraftwerks befindet sich fast 100 m unter der Erde.